# Claudine Aubrun
Pour les articles homonymes, voir Aubrun.
Claudine Aubrun est une autrice de livres pour la jeunesse, née en France, à Pamiers, dans l'Ariège le 8 avril 1956.

## Biographie
Claudine Aubrun a étudié aux Beaux Arts de Toulouse, entre 1974 et 1980. Elle a d'abord travaillé dans la communication et l’édition littéraire dans le domaine du patrimoine culturel, et devient ainsi en 1989 responsable de la collection « Patrimoine vivant », qui est coéditée par Rempart et Desclée de Brouwer.
Depuis 2000, elle écrit, essentiellement pour un jeune public, des romans, des nouvelles, des fables, des scénarios, des romans graphiques. Elle s'est notamment spécialisée dans le roman policier et l'humour. Parallèlement, elle anime régulièrement des ateliers d’écriture et des rencontres, particulièrement en milieu scolaire,.
Elle vit dans son Ariège natale.

## Publications
Elle a écrit et participé à plus d'une soixantaine d'ouvrages,.
- Karaoké in London, Stéphanie Benson & Claudine Aubrun
- Pour quelques grammes d'or, 2019
- Moi, détective in London, le journal de Jeanne, Stéphanie Benson & Claudine Aubrun ; illustrations de Claudine Aubrun, Syros, 2019
- Henri : Henri ne veut pas s'habiller, Claudine Aubrun, Nelly Blumenthal, Hatier jeunesse, 2019
- Mon aventure in green, 2019
- Le garçon rose malabar, 2018
- Qui a cassé le miroir du Roi-Soleil ?, 2018
- La meilleure des espionnes, 2018
- Le slip du cauchemar, 2018
- Qui a démonté la tour Eiffel ?, 2017
- Un agent, presque secret, 2017
- Mon espionne préférée, 2017
- Miss Bond, 2017
- Jeanne et le fake London manuscript, 2017 en collaboration avec Stéphanie London[7]
- Sale temps pour les Pattes noires !, 2016
- Valentin et les Scottish secret agents, 2016
- Jeanne et le London mystery, 2016
- Qui a volé l'assiette de François Ier ?, 2016
- Les enquêtes de Nino, 2015
- Comment bien promener sa maman, 2015
- Qui a fouillé chez les Wisigoths ?, Syros, 2015
- Qui veut débarbouiller Picasso ?, Syros, 2014
- Pas de pitié pour les Pattes noires !, éditions du Rouergue, 2014
- Dossier océan, 2014
- Monsieur Stan n'a qu'à bien se tenir, 2011
- Qui a volé la main de Charles Perrault ?, 2011
- En noir et or, 2011
- Les yeux d'Albert, 2010
- Un amour de poule, 2009
- Oust ! ou L'insupportable monsieur Stan, 2009
- En noir et or, 2008
- Les contes du bagout, 2008
- Le magot des dindons, 2008
- Les contes de la bisbille, 2007
- Gazou-Gazou et le renard affamé, 2007
- Emma la poule, 2006
- Faux, faux, archifaux, 2005
- Profession, pirate !, 2004
- En noir et or, 2004
- Aromates et sortilèges, 2004
- Trois aventures d'Emma la poule, 2003
- Une aventure d'Emma la poule, 2002
- Le trésor des dindons, 2002
- Bleu d'enfer pour Léa, 2002
- Photos à mateurs, 2001
- Cruelle bouchère, 2001
- Léa et le rôdeur, 2000
- Le quatrième homme., illustré par Stéphane Gamain.
- Attention, pizza magique !
- Un voleur à Saint-Cyr